# Rheum tanguticum
Rheum tanguticum är en slideväxtart som beskrevs av Carl Maximowicz och John Hutton Balfour. Rheum tanguticum ingår i släktet rabarbersläktet, och familjen slideväxter.

## Underarter
Arten delas in i följande underarter:
- R. t. liupanshanense
- R. t. viridiflorum